# Asiaephorus longicucullus
Asiaephorus longicucullus là một loài bướm đêm thuộc họ Pterophoridae. Nó được tìm thấy ở Nepal, Nhật Bản (Kyushu, Honshu) và Assam.
Sải cánh dài 16–19 mm. Con trưởng thành bay từ tháng 5 đến tháng 10 in Japan, vào tháng 5 in Nepal và vào tháng 9 in Assam.
Ấu trùng ăn Salvia japonica và Scutellaria indica.